# 廣瀬敏雄
廣瀬 敏雄（ひろせ としお、1951年5月12日 - ）は、日本の実業家。株式会社WOWOW代表取締役社長や、同社取締役会長を務めた。

## 来歴・人物
東京都出身。桐朋高等学校を経て、1975年一橋大学経済学部卒業、日本興業銀行（現みずほ銀行）入行。1995年からWOWOWに出向し、1996年経営企画室経営企画部長に就任。1998年全社デジタル事業推進室長。2000年B-CAS代表取締役専務。2001年WOWOW取締役。2003年からWOWOW代表取締役社長を務め、2006年にはライバル関係と見られていたスカイパーフェクト・コミュニケーションズとの間で、同社のSKY PerfecTV!でWOWOWの放送を行うなどとする合意を行った。2007年WOWOW取締役会長。